# Стайн, Леонард
Леонард Стайн (англ. Leonard Stein; 1 декабря 1916, Лос-Анджелес, Калифорния — июнь 2004 или 23 июня 2004, Бербанк, Калифорния) — американский пианист и музыкальный педагог.

## Биография
Окончил Калифорнийский университет в Лос-Анджелесе (1941). Был сперва с 1935 года учеником, затем ассистентом Арнольда Шёнберга. С 1946 года преподавал в различных учебных заведениях Калифорнии. В 1974 году основал в Лос-Анджелесе Институт Арнольда Шёнберга для изучения творчества выдающегося композитора и до 1991 года возглавлял его. Внёс также большой вклад в музыкальную жизнь Калифорнии организацией программы концертов «Encounters» (с 1964 года), посвящённой встречам выдающихся музыкантов с наиболее заинтересованной и квалифицированной аудиторией.